# Accous
Accous (occitansk: Acós) er en fransk kommune, som ligger i departementet Pyrénées-Atlantiques og dermed i regionen Aquitaine. Kommunen er en del af Aspedalen, som forløber fra den fransk-spanske grænse i syd og til egnen omkring Oloron i nord. Byen ligger ved enden af den imponerende kedeldal ved Iseye, som er domineret af Pic de Bergon (2.150 m). Dalen afvandes af floden Aspe og dens tilløb. Accous ligger på højre side af Aspefloden ved begyndelsen af Berthedalen, som strækker sig fra Permayou (2.344 m), og som danner en lille slette med jævn overflade. Accous kommune dækker 6.068 ha, hvoraf de 1.510 er skovdækkede. Den er hovedby i kantonen af samme navn. Byen hører til i arrondissementet Oloron-Sainte-Marie, hvis hovedby ligger 27 km syd for Accous.
Kommunen består af to, næsten helt adskilte dele: Øst for byen dækker den Berthedalen, hvor den nordvendte side er dækket af Arapoup-skoven i kontrast til den skovløse sydskråning. Mod syd optager kommunen hele den nord-syd gående dal omkring vandløbet Labadie og når landegrænsen syd for Lascun i Pyrenæernes nationalpark. I den del ligger landsbyerne Lhers og Aumet. I den yderste ende findes et elektricitetsværk.

## Stednavn
Stednavnet Accous /akus/ forekom tidligere i skrivemåderne Acos (1247), Aquos d'Aspe (1376), Abadie de Cos (1538) og Sanctus Martinus de Acous (1608).

## Historie
Aspas Luca (= "den hellige klippe"), som byen hed dengang, var i det 3. århundrede en vigtig station på ruten over Somportpasset til Spanien. Accous overlevede den lange, barbariske nat, der blev markeret af en serie af invasioner, for til sidst at ende som hovedbyen i Aspedalen, en titel som nabobyen Bedous længe stredes med den om, – men forgæves. Byen var et gennemgangssted, og den led under ulykker, som blev skyldtes de forskellige indtrængere. Accous havde over 1.700 indbyggere i midten af det 19. århundrede, men 1.000 i begyndelsen af det 20. og kun 600 i midten af århundredet. Nedgangen er dog standset og befolkningstallet er steget fra de 370 indbyggere i 1982. 
Paul Raymond noterer i sin bog om området, at der lå et lægbrødrekloster i kommunen, som var underlagt markgreverne af Béarns lensoverhøjhed. I 1385 havde kommunen 74 familier, men byens middelalderlige karakter gik for størstedelen tabt under religionskampene i 1569.
Ved den seneste tælling i 1999 havde byen 434 indbyggere.

## Erhverv
Erhvervesaktiviteten i kommunen er domineret af en ældre aluminiumfabrik, Alcan, som nu drives af den japanske koncern Toyal med 130 medarbejdere, og som fremstiller aluminiumpulver. I byen findes der et hjemstavnsmuseum for Aspedalen, som har hjemme i et gammelt ostemejeri. Kommunens erhvervsliv er hovedsageligt baseret på agerbrug og husdyrhold. Fremstilling af hjemmelavede oste er også én af kommunens indtægtskilder. Turismen er i udvikling, men begrænser sig mest til skisport og hanggliding. Accous er hovedby for det kommunefællesskab i Aspedalen, som består af alle kontonens kommuner.

## Seværdigheder
- Huse og gårde med stalde og bageovne fra det 15.-19. århundredede.
- Jernbanestationen i Accous, som tilhørte linjen Pau-Canfranc, blev lukket i 1970.
- Aspedalens hjemstavnsmuseum ligger i et gammelt ostemejeri. Der kan man se teknikken ved fremstilling af landoste og opleve de lokale madtraditioner.
- Kirken Skt. Martin blev opført i det 17. århundrede og er restaureret i det 19. århundrede.
- Kapellet Skt. Christau af Aulet blev genopbygget i det 17. århundrede. I nærheden findes tre helbredende kilder. Kun den østligste flyder endnu og bliver ledt ud i et renoveret, middelalderligt bassin, der er bygget af sten. Hvis man bader dér, skulle man slippe af med dårligdomme og komme sig af feber og epilepsi.
- Kapellet Skt. Christophoros fra slutningen af det 18. århundrede blev ombygget i slutningen af det 19. århundrede og restaureret i det 20. århundrede.
- Kapellet Johannes Døberen fra begyndelsen af det 18. århundrede er ombygget i det 19. århundrede.
- Præmonstratensernes kloster.

- Accous er et punkt på Via Tolosane, det latinske navn for én af de fire franske ruter, der fører frem til pilgrimsvejen mod Santiago de Compostela.

## Personer med tilknytning til kommunen
- Cyprien Despourrins, der blev født og som døde i Accous (1698 – 1759), var én af de mest betydningsfulde digtere fra Béarn. Han skrev på occitansk og er forfatter til kendte sange, som er blevet kendetegnende for Béarn.

## Resultaterne af de seneste valg i Accous
I kommunen findes 437 vælgere. Heraf afgav de 384 (87%) deres stemme, og ved anden valgrunde blev følgende valgt til kommunalbestyrelsen: 
- Hr. André Asserguet (193 stemmer)
- Hr. Jean-Pierre Casaux (192 stemmer, borgmester for perioden 2008-2014)
- Fr. Chantal Lacaste (182 stemmer)
- Hr. Jean-Noel Esquire (181 stemmer)
- Hr. Francis Lassus (179 stemmer)
- Fr. Anne-Marie Cazenave-Moulia (172 stemmer)
- Hr. Eric Bergez (171 stemmer)
- Hr. Alain Couloume (170 stemmer)
- Fr. Anne Berdoy (169 stemmer)
- Hr. Frencois Moulia (168 stemmer)
- Fr. Cathy Larraux-Cachelou (160 stemmer)

Afgående borgmester er Hr. Jean-Pierre Casaux
Ved præsidentvalget stemte Accous således:
- Nicholas Sarkozy : 34,73%
- Ségolène Royal : 65,27%